# Йидлунд, Андерс
А́ндерс Йи́длунд (швед. Anders Gidlund; род. 29 апреля 1969) — шведский кёрлингист
В составе мужской сборной команды Швеции на позиции запасного участник и бронзовый призёр чемпионата мира 1990.

## Достижения
- Чемпионат мира по кёрлингу среди мужчин: бронза (1990)

## Команды
| Сезон   | Четвёртый          | Третий         | Второй          | Первый       | Запасной                                  | Турниры |
| ------- | ------------------ | -------------- | --------------- | ------------ | ----------------------------------------- | ------- |
| 1989—90 | Ларс-Оке Нурдстрём | Кристер Эдлинг | Педер Флемстрём | Петер Ненцен | Андерс Йидлунд тренер: Стефан Хассельборг | ЧМ 1990 |

(скипы выделены полужирным шрифтом)